# Ouyang Xiu
Ouyang Xiu (chiń. upr. 欧阳修; chiń. trad. 歐陽脩; pinyin Ōuyáng Xiū; Wade-Giles Ou-yang Hsiu; imię pośmiertne: chiń. upr. 文忠; pinyin Wénzhōng; dosł. „Kulturalny i Lojalny”; pseudonim: 醉翁 Zuiweng; ur. 1007, zm. 22 września 1072) – jeden z największych uczonych chińskich, człowiek renesansu epoki Song: polityk, poeta i historyk. Jeden z „ośmiu wielkich mistrzów prozy epok Tang i Song”, autor wielkiej kroniki Xin Tang Shu, znaczący autor poezji fu, shi i ci, ucieleśnienie chińskiego ideału polityka-filozofa-literata.
W uznaniu zasług i wysoce moralnej postawy, wyrażającej się m.in. w odważnej krytyce błędnych posunięć władców, jest wyróżniany umieszczeniem tabliczki pośmiertnej przy ołtarzach w świątyniach konfucjańskich, wśród tzw. „czterech późniejszych mistrzów”.

## Życie rodzinne
Jego rodzina, odmiennie od większości wpływowych rodów epoki Tang, nie pochodziła z północy Chin, lecz z (ówczesnego) południa, z Luling w prowincji Jiangxi. On sam urodził się w Syczuanie, w Mianzhou i nigdy w Jiangxi nie mieszkał. Jego rodzina należała do powstającej w końcowym okresie Tang i początkowym Song warstwy urzędniczej, niezmiernie wpływowej od czasów songowskich do XX wieku, która zastąpiła arystokrację jako dominującą siłę polityczną w Chinach. Jego ojciec, jako pierwszy w rodzinie, osiągnął w egzaminach urzędniczych najwyższy stopień jinshi (w 1000 r.). Rodzina była dość uboga (nikt wcześniej nie pełnił funkcji urzędniczych), ale wykształcona – matka Xiu umiała czytać i pisać, czego nauczyła też syna. Po śmierci męża w 1010 roku zamieszkała z synem u jego stryja, także jinshi i urzędnika. Młody Ouyang pożyczał książki od zamożniejszych sąsiadów i sam je kopiował – wielki wpływ na jego ideały i styl literacki wywarły przeczytane w wieku 10 lat dzieła Han Yu, znamienitego myśliciela i prozaika czasów tangowskich. Wedle własnych wspomnień Xiu był zasadniczo samoukiem, choć gdy dwukrotnie nie zdał egzaminów, pojechał po naukę do znanego uczonego Xu Yana, na którym zrobił dobre wrażenie i wraz z którym pojechał do stolicy, gdzie w kolejnych egzaminach już mu się powiodło.
Po otrzymaniu posady w 1031 ożenił się z córką Xu Yana, która wszakże zmarła po porodzie w 1033. W 1035, w podobnych okolicznościach, zmarła jego druga żona, córka urzędnika Yang Daya. W 1037 ożenił się po raz trzeci, z damą nazwiskiem Xue. Pani Xue, matka wszystkich jego dzieci, zmarła w 1089, przeżywszy lat 73, 17 lat po śmierci męża. O jego życiu rodzinnym i małżeństwach nie wiadomo prawie nic – był to temat, który pomijał w swoich utworach o charakterze autobiograficznym.

## Działalność polityczna

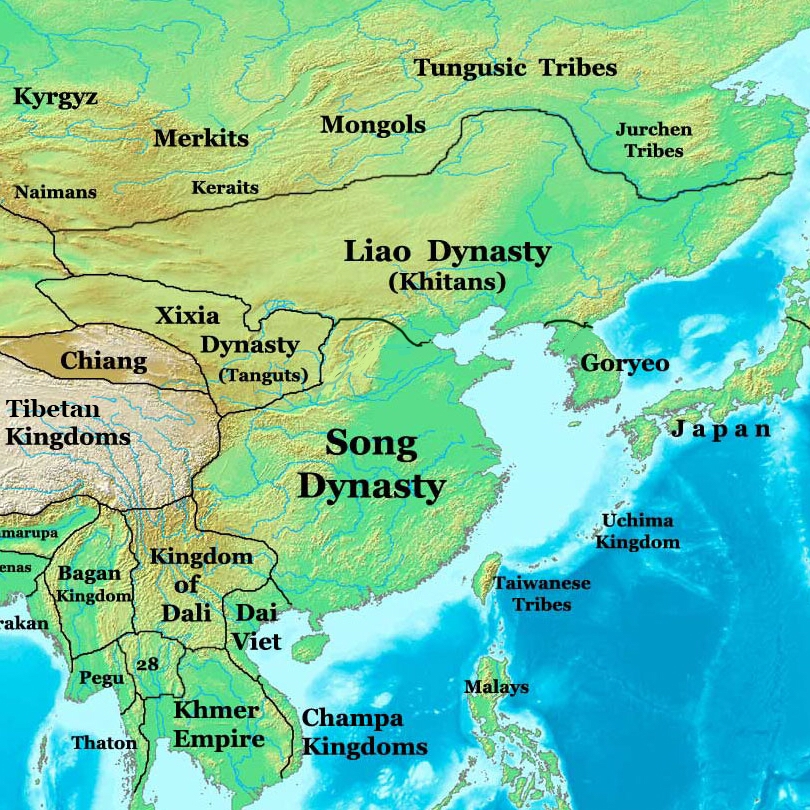
Państwa Song, Liao i Xixia za życia Ouyang Xiu

Do egzaminów urzędniczych Ouyang Xiu przystąpił po raz pierwszy w wieku 16 lat, ale pierwsze dwie próby zakończyły się niepowodzeniem. W 1029 zdał na niższy stopień, a rok później na najwyższy, jinshi, i otrzymał niskie stanowisko w Luoyangu, gdzie obracał się w towarzystwie młodych intelektualistów, tworząc (wzorem Han Yu) prozę w stylu gu wen, snując rozważania filozoficzne i pisząc poezje, które przyniosły mu znaczny rozgłos. Inny, mniej pozytywny rozgłos, zyskał jako bywalec uczt, podczas których młodzi pisarze pili, tworzyli i wymieniali wiersze, cieszyli się towarzystwem kurtyzan i dyskutowali o polityce. Ten „rozrywkowy” tryb życia Ouyang Xiu porzucił dopiero koło trzydziestki.
Sława, jaką Ouyangowi przyniosły osiągnięcia literackie, wpłynęła na przyznanie mu stanowiska w Akademii Cesarskiej w Kaifengu w 1034. Gdy prefekt stolicy, Fan Zhongyan, zwolennik reform, skrytykował nepotyzm przy przyznawaniu stanowisk i zaproponował zmiany w zasadach rekrutacji urzędników, narażając się tym samym na krytykę najwyższych władz, Ouyang Xiu wystąpił z własną krytyką przeciwników Fana. W rezultacie został zdegradowany i wysłany na daleką prowincję, do zachodniego Hubei. Zyskał jednak uznanie wśród uczonych-urzędników jako osoba prawa i broniąca pryncypiów. W trakcie zesłania napisał pierwszy manuskrypt Wudai Shiji (Zapiski o Pięciu Dynastiach), kroniki okresu między dynastiami Tang i Song.
W 1040 Fan Zhongyan, który postulował wzmocnienie sił obronnych państwa, został przywrócony do łask wobec zagrożenia inwazją państw Liao i Xixia, które zawarły sojusz. Ouyang Xiu, od dawna zainteresowany strategią, chciał objąć urząd na północnej granicy, by zająć się planowaniem obrony – odmówił wszakże stanowiska sekretarza Fana, gdy to jego delegowano nad granicę z Xixia, albowiem nie chciał sprawiać wrażenia, że wykorzystuje koneksje. Dwór zlecił mu więc sporządzenie katalogu cesarskiej biblioteki, co Ouyang uczynił, znacząco posiłkując się znaleziskami archeologicznymi dla uzupełnienie braków w księgach starożytnych. Katalog Chongwen zongmu został wydany w 1041 (z suplementem w 1062), a Ouyang zyskał uznanie nie tylko jako literat, lecz także jako gentleman zawsze stojący na straży zasad, nawet gdy jest to wbrew jego ambicjom.
Wobec zagrożenia ze strony państw północnych Fan Zhongyan i jego poplecznicy rozpoczęli serię reform, wiążąc zmiany w strukturze państwa ze wzmacnianiem jego obronności. Fan został powołany z powrotem na dwór dzięki nieformalnemu wstawiennictwu Ouyanga u cesarza i między 1043 a 1045 wprowadzał serię zmian, znanych jako reformy Qingli. W 1045 cesarz zmienił jednak zdanie, odwołał reformatorskie edykty, a wspierających je urzędników (w tym Ouyanga) zesłał na prowincjonalne urzędy. Po pięciu latach służby na prowincji Ouyang ponownie otrzymał posadę na dworze, ale w 1052 musiał na dwa lata zrezygnować z urzędu, ze względu na obowiązkową żałobę po śmierci matki. W czasie żałoby przeniósł ciała rodziców i pochował je w rodzinnym grobie w Liuling; nigdy już do rodzinnego domu nie wrócił i zamieszkał w Yingzhou, gdzie nabył ziemię, a w 1068 zbudował sobie rezydencję.
W 1054 wrócił na dwór, a cesarz Renzong przyznał mu stanowisko w Akademii Hanlin; zlecił mu także redakcję Xin Tang Shu (Nowej Księgi Tangów), oficjalnej kroniki poprzedniej dynastii. Ouyang pracował nad tym dziełem do 1060 roku, osobiście pisząc około połowy tekstu. W 1055 posłował na dwór Liao; jego pisma były wysoko cenione w Liao, regularnie więc reprezentował dwór songowski podczas przyjmowania ambasadorów tego północnego państwa. Pełnił również inne funkcje ceremonialne, a także egzaminował kandydatów na najwyższy stopień jinshi.
Na początku lat 60. XI wieku Ouyang Xiu należał do najważniejszych ludzi w państwie, piastując stanowiska w Akademii Hanlin, zastępcy komisarza ds. wojskowych, wiceministra finansów i zastępcy naczelnego doradcy (czyli de facto wicepremiera). On i grupa uczonych o podobnych poglądach stanowili główną siłę polityczną, oddaną już nie reformom, ale stopniowemu usprawnianiu aparatu państwowego, przede wszystkim przez promocję uczonych, którzy zdali egzaminy cesarskie, których system został także ulepszony. Ouyang już jako młody człowiek promował ludzi, których uznawał za zdolnych i godnych wysokich stanowisk, nie kierując się sympatiami politycznymi czy osobistymi – w czasie sporów frakcyjnych na dworze okazywało się potem, że jego protegowani są rozproszeni po wszystkich stronnictwach, co było pośrednim świadectwem jego bezstronności. Nawet jego zawzięty przeciwnik polityczny, Wang Anshi, przyznał w swojej eulogii, że Ouyang był powszechnie ceniony za swą prawość i sprawiedliwość.
Wierny ideałom konfucjańskim, starał się je konsekwentnie wdrażać w życie i podkreślał rolę przemian w duchu konfucjańskim, ze względu na erozję wartości w społeczeństwie chińskim, wywołaną wpływami buddyzmu. Nie nawoływał do zwalczania buddyzmu, lecz do powrotu do tradycyjnych konfucjańskich zasad moralnych. Jego wkład w historię konfucjanizmu nie polega na włączeniu się w nurt rodzącego się wówczas neokonfucjanizmu, lecz na konsekwentnym wdrażaniu ideałów w praktykę polityczną. Odmawiał angażowania się w rozważania metafizyczne (co niektórzy uważali za niezbędne, by dodać myśli konfucjańskiej głębi, niezbędnej do konkurowania z buddyzmem i taoizmem), twierdząc, że „księgi klasyczne mówią o realnych problemach; my też powinniśmy”.
W 1067, gdy nastał nowy cesarz Shenzong, który poparł radykalnego reformatora Wang Anshi, nieprzyjazne Ouyangowi stronnictwo rozpoczęło ataki, łącznie z oskarżeniem go o nierząd z własną synową. Nikt, łącznie z cesarzem, nie wierzył w tę jawną potwarz, niemniej oskarżenie musiało zostać formalne zbadane. Zaczęto mu wypominać „grzechy młodości”, kiedy odwiedzał kurtyzany – wszystkie te oskarżenia głęboko zraniły ministra, który postanowił odejść na emeryturę. Cesarz nie zezwolił na to, ale zgodził się, by Ouyang odszedł z dworu i objął stanowiska na prowincji; powierzono mu urzędy wokół Yingzhou, tak że mógł mieszkać w swoim domu i stamtąd wypełniać swoje obowiązki. Ostatecznie odszedł na emeryturę w 1071, a rok później zmarł.

## Działalność literacka
Określany mianem „giganta wśród gigantów ówczesnej literatury”, Ouyang Xiu już za życia cieszył się sławą jednego z największych mistrzów pędzla ówczesnych Chin. Pozostawił po sobie wielką spuściznę tekstów literackich (poetyckich i pisanych prozą), jak również wielkie dzieła literatury faktu – przede wszystkim historyczne. Był mistrzem prozy politycznej, co widać w jego formalnych esejach, lecz zostawił też zbiory anegdot, komentarzy i krytyki literackiej.

### Poeta
Ouyang Xiu był doskonałym poetą, zarówno w klasycznym stylu shi, popularnym od czasów dynastii Tang, jak i nowym ci, mniej rygorystycznym formalnie. Pieśni ci były pierwotnie śpiewane, często przez kurtyzany w przybytkach rozrywki, które Ouyang za młodu odwiedzał; teksty nierzadko tworzyli młodzi literaci-uczeni. W dużej mierze dzięki Ouyangowi, który używał tej formy nie tylko w romantycznej poezji, pierwotnie dominującej ten gatunek, wiersze ci stały się uznanym medium poetyckim w Chinach, choć niektórzy traktowali jego twórczość w tym zakresie jako świadectwo słabości moralnej. Późniejsi krytycy z czasów dynastii Qing skłaniali się do odwrotnej interpretacji: skoro tak prominentna postać pisała tego typu wiersze, muszą one zawierać moralne (konfucjańskie) przesłanie. Przykładem poezji ci jest jego dwanaście wierszy o dwunastu miesiącach, na melodię ówcześnie popularnej pieśni „Duma rybaka” (Wang Anshi, a później Liang Qichao też pisali wiersze do tej melodii).
Tworzył także poematy (rapsodie) typu fu, w których wykorzystywał na tyle luźne metrum i wersyfikacje, że były bardzo zbliżone do prozy; wraz z Su Shi stworzyli w ten sposób nowy podgatunek, nazwany wen-fu, co można tłumaczyć jako poematy prozą. Nie znaczyło to, że nie potrafił tworzyć regularnych fu – w rzeczywistości obaj poeci byli uznanymi mistrzami gatunku, sławnymi z błyskotliwego użycia paraleli, jasności i umiejętnego mieszania stylu starożytnego i tzw. „prozy paralelnej”. Prawdopodobnie najsławniejszy wiersz fu Ouyang Xiu, Fu o dźwiękach jesieni, jest nietypowym przykładem zastosowania zasadniczo opisowego gatunku do celów lirycznych

### Prozaik
Pod wpływem Han Yu tworzył świadomie archaizowaną prozę, w tzw. „starym stylu”, gu wen, naśladującym formy sprzed czasów dynastii Han, prostszym i odrzucającym ozdobniki, popularne w późniejszych epokach. Był wielkim propagatorem tego stylu, wpływowym już w czasach młodości, ze względu na powszechnie uznany talent literacki.
Nominacja Ouyanga na naczelnego egzaminatora miała wielki wpływ na utrwalenie się „starego stylu”, ponieważ zaczął on wymagać od zdających egzaminy pisania w tym stylu, a nie dotąd popularniejszym stylu prozy równoległej, bianwen. Z tego powodu nowe pokolenie uczonych-pisarzy przejęło ten styl – byli wśród nich najwybitniejsi songowscy literaci. Trzech z „ośmiu mistrzów prozy Tang i Song” zdało finałowy egzamin na stopień jinshi pod okiem Ouyang Xiu w 1057: Su Shi, Su Che i Zeng Gong. Pozostałych pięciu mistrzów to Han Yu i Liu Zongyuan (773–819) (z czasów dynastii Tang), a z okresu Song: Wang Anshi, Su Xun (ojciec Su Shi i Su Che). Ósmym był sam Ouyang Xiu.
Język prozaików z okresu Song, w szczególności Ouyang Xiu, był prostszy i bardziej potoczny od mocno archaizującego stylu Han Yu. Proza Ouyanga była szczególnie chwalona za klarowność i przejrzystość wywodu, którego słowa płynęły prosto i bez wysiłku, i płynność wypowiedzi. Pozostawił po sobie formalnie napisane eseje, jak np. Pengtang lun (O frakcjach politycznych), będące przykładami wyśmienitej argumentacji i retoryki. Jego talent literacki szczególnie widać w nieformalnych pismach, które charakteryzują się bardzo osobistym tonem. W listach, przedmowach czy inskrypcjach nagrobnych potrafił odwołać się do uczuć w sposób typowy wcześniej jedynie dla poezji. Podobnie osobiste są jego nieformalne eseje, często na tematy bliskie jego życiu, takie jak wspomnienia z dzieciństwa czy przedmioty z jego kolekcji. Opisując realne przedmioty, jak lampa czy cytra, przydawał im głębsze, metaforyczne znaczenia, często snując wokół nich wątki autobiograficzne, nie redukując ich wszakże do jedynie symboli czy przenośni. Wykorzystując prozę do przekazania głęboko osobistych odczuć, nadawał jej poetycki charakter. Jednym z jego najbardziej znanych i osobistych esejów jest Zuiwen ting ji (Pawilon Starego Pijaka), w którym opisywał on radość czerpaną z wesołego towarzystwa, z łączności z naturą i z umiejętności przełożenia tych doświadczeń na język pisany. „Stary Pijak” (醉翁, Zuiwen) to przydomek literacki, który Ouyang przyjął w stosunkowo młodym wieku 39 lat i którego używał do końca życia, aczkolwiek na starość określał się też mianem Liuyi jushi, „Emerytowany Uczony Sześciu” (jednej biblioteki, jednej kolekcji brązów, jednej cytry, jednego zestawu weiqi i jednego dzbana z winem; on sam był szóstym).
Ouyang Xiu był także jednym z wiodących (obok Fan Zhongyana, Wang Anshi i Sima Guanga) przedstawicieli tzw. „studiów songowskich” (Song xue). Była to zapoczątkowana przez Hu Yuana i Sun Fu szkoła interpretacji konfucjańskich klasyków, mająca dwa główne cele: po pierwsze odkrycie prawdy i znaczenia zawartego w tych księgach, a po drugie – zwiększenie użyteczności ich studiowania. Jako historyk literatury Ouyang jako pierwszy podał w wątpliwość autorstwo Konfucjusza komentarzy do Yijing, co potwierdzają współczesne badania. Przedstawiciele Song xue odrzucili wywodzącą się z czasów dynastii Han tradycję studiów o charakterze tekstualnym, zajmowania się budową zdań w księgach klasycznych, a zwrócili się ku znaczeniu i argumentacji zawartej w tych księgach, budując na ich podstawie własne interpretacje. Wymagało to studiów nad językiem i znakami używanymi do jego zapisu, co skierowało ich w kierunku badań epigraficznych.
Jednym z pierwszych dzieł tejże epigrafiki jest Zbiór dawnych zapisów (集古录, Ji gu lu), będący wynikiem prac nie tylko leksykograficznych, lecz także archeologicznych. Ouyang Xiu był zapalonym kolekcjonerem, który w każdym miejscu, w którym pełnił funkcje urzędnicze, wyszukiwał stare stele z inskrypcjami i sporządzał odbitki. Jego przyjaciele, znając jego pasję, przysyłali mu odbitki z miejsc swojego pobytu. Ouyang Xiu zbierał inskrypcje jako historyk (traktując je jako stare oryginalne dokumenty, pozbawione błędów późniejszych kopistów), ale także by zachować dla potomności dzieła, które ulegały zniszczeniu (np. na skutek działania warunków atmosferycznych). Uważał także, że dawne inskrypcje mają wielką wartość estetyczną i dydaktyczną; najwyżej cenił kaligrafię z epoki Tang, nie poważał zaś współczesnych sobie kaligrafów (z wyjątkiem kilku) uważając ich za „marnych kopistów”. Jego komentarze na temat estetyki kaligrafii i (postulowanego) związku między jakością pisma a jakością charakteru piszącego czynią Zbiór dawnych zapisów początkiem tradycji krytyki i teorii kaligrafii, kontynuowanej później przez mistrzów songowskiej kaligrafii, jak: Su Shi, Huang Tingjian i Mi Fei.
Ouyang Xiu pozostawił też komentarze na temat własnej kaligrafii w dwóch niewielkich szkicach Bi shuo (Pędzel mówi) i Shi bi (Ćwiczenia pędzla); są to najprawdopodobniej luźne notatki poczynione w czasie ćwiczeń kaligraficznych. Autor stwierdza w nich, że nie jest dobrym kaligrafem, ale pisanie sprawia mu wielką przyjemność i jest doskonałą rozrywką starego człowieka (sławny jako poeta i pisarz, Ouyang nie należał do cenionych kaligrafów). Był także autorem zbioru uwag, anegdot i krytyki poezji Shi hua (Rozmowy poetyckie), jak również zbioru anegdot z życia dworskiego, spisanych na emeryturze. We wszystkich tych przykładach nie-literackiej prozy styl Ouyanga jest równie widoczny, jak w jego osobistych esejach.

### Historyk

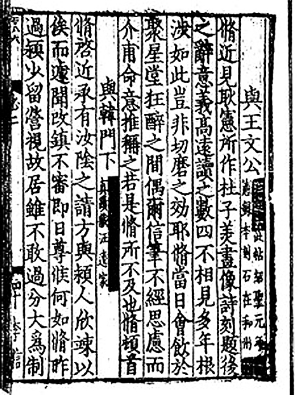
Odbitka z songowskiej edycji dzieł Ouyanga

Jako redaktor i autor 75 z 225 rozdziałów Nowej Księgi Tangów Ouyang Xiu w pełni ukazał swe mistrzostwo w prozie gu wen, emulując styl Sima Qiana, największego chińskiego historyka. Elementem jego warsztatu było też uznanie wartości moralnych jako równie istotnych co fakty historyczne. Nadmierne ingerencja w teksty źródłowe i praktyka streszczania raczej niż cytowania dokumentów w całości były krytykowane z punktu widzenia metod historycznych. Ouyang czynił tak w imię zwartości i stylu prozy, i za nie jest podziwiany przez oceniających jego dzieło pod kątem literackim. Ostatecznie uznanie literackich walorów Xin Tang shu spowodowało, że przetrwały obydwie wersje, Ouyanga i starsza, skompilowana przez Liu Xu w czasach Późniejszej dynastii Jin.
Stworzona w latach 1036–1039 kronika Wudai shiji, Zapiski o Pięciu Dynastiach, stanowi wybitny przykład narracji historycznej. Dzieło jest niezwykle świadomie skonstruowane, by osiągnąć efekt literacki (płynnej narracji) i moralny (unaocznienie wartości konfucjańskich) przy zachowaniu drobiazgowej staranności faktograficznej. Biografie są zgrupowane według wartości moralnych, jakie sobą reprezentują, a moralny konserwatyzm widać też w pochwale chińskich bohaterów, krytyce nadmiernie samodzielnych kobiet, erozji wartości rodzinnych i braku uczciwości w polityce. Zwarty i logicznie zorganizowany tekst był ideałem Ouyanga, więc dokonał on gruntownej rewizji poprzedniej kroniki Pięciu Królestw, która miała charakter nieco chaotycznego zbioru dokumentów. Swojemu dziełu, wzorem Sima Qiana, nadał bardzo przejrzystą strukturę: najpierw Annały każdej dynastii, potem Biografie rodów imperialnych, Biografie indywidualne ważnych postaci, Traktaty o astronomii i administracji, dziesięć Traktatów Chronologicznych o Dziesięciu Królestwach i Załączniki o państwach barbarzyńskich. W odróżnieniu od innych kronik dzieło to jest w zasadniczo wyłącznie autorstwa Ouyang Xiu, z minimalnymi dodatkami innych autorów. Ze wszystkich chińskich kronik ta ma najbardziej polemiczny charakter: autor traktuje komentarze, w których wyraża zdumienie i oburzenie nieprawością opisywanych czasów, jako równie istotne jak reszta tekstu dla samej narracji historycznej. Komentarze stanowią integralną część tekstu, przeplatając opisy faktów (lecz Ouyang zawsze zaznacza, który fragment jest komentarzem).

## Spuścizna
Mimo piastowania najwyższych urzędów nie zgromadził wielkich dóbr ani posiadłości. Jego zstępni podtrzymali jednak dobre imię rodu, a kilku z nich osiągnęło wysokie stanowiska, głównie dzięki własnym zasługom.
Ouyang Xiu był świadomy swojej roli pisarza i pod koniec życia osobiście i z wielką starannością przygotował edycję własnych dzieł pod tytułem Zhu Shi Ji (Zbiór [pism] emerytowanego urzędnika). Edycji dokończył jego syn, a Su Shi dołączył wstęp. Swoją kronikę Pięciu Królestw, napisaną pod koniec lat 30. XI wieku, znacząco przebudował w latach 50. XI wieku, by poprawiać i doszlifowywać przez resztę życia – dzieło to zostało wydane dopiero po jego śmierci, w 1077. 100 lat po śmierci pisarza jego ziomkowie z Luling w ciągu sześciu lat (1191–1196) przygotowali wydanie dzieł wszystkich, trzykrotnie dłuższe od Zhu Si Ji, pod tytułem Ouyang Xiu Wenzhonggong ji; do dzieła dołączono notki o kompilacji i chronologiczną biografię.
Li Dongyan, uczony i najwyższy urzędnik Akademii Hanlin za czasów dynastii Ming, podziwiał spokój i kulturę osobistą widoczną w pismach Ouyanga Xiu, którego uważał za ideał uczonego-urzędnika, oddanego w równym stopniu służbie państwu i literaturze.